# メトン (チーズ)
Template:Infobox cheese
メトン(Metton)は、フランスのフランシュ＝コンテ地域圏で作られる柔らかいチーズである。大部分はカンコワイヨットを作るための材料として用いられる。メトンからカンコワイヨットを作る伝統的な方法は、土器の鍋の中でメトンに水または牛乳を加えて加熱し、その後、食塩とバターを加えるというものである（さらにニンニクを加えることもある）。